# Giacomo Bresadola

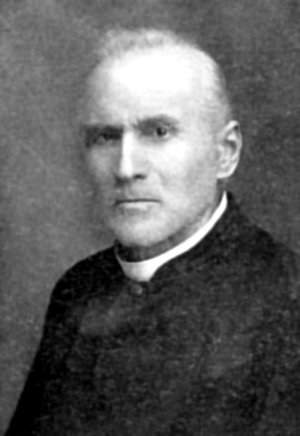
Giacomo Bresadola, vor 1926

Giacomo Antonio Bresadola (* 14. Februar 1847 in Ortisè, Val di Sole, Trentino, Kaisertum Österreich; † 9. Juni 1929 in Trient) war ein italienischer Geistlicher und Mykologe. Sein botanisch-mykologisches Autorenkürzel lautet „ Bres.“.

## Leben und Wirken
Giacomo Bresadola besuchte ab 1859 die „Scuola tecnica“ in Rovereto, eine Schule, in der angehende Ingenieure ausgebildet wurden. 1853 trat er in das bischöfliche Priesterseminar in Trient ein und wirkte nach seiner Primiz in verschiedenen Orten Norditaliens als Pfarrer. 1887 bis 1910 war er Administrator des Domkapitels in Trient.
Neben seinem Beruf als Pfarrer war Bresadola Mykologe und wurde vor allem durch seine Tafelwerke „Fungi Tridentini novi …“ sowie „Iconographia mycologica“ international bekannt. In diesen Werken, die er mit selbstgefertigten Farbzeichnungen versah, hatten vor allem die systematischen Beschreibungen der Pilzarten großen Einfluss auf die Kenntnis der Pilze.

## Ehrungen
- 1927: Dr. h. c. der Universität Padua